# Johann Heinrich Alsted

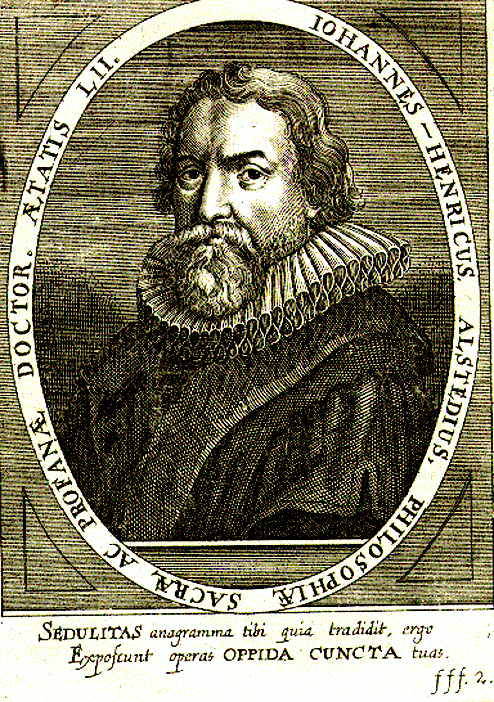
Johann Heinrich Alsted.

Johann Heinrich Alsted (1588 - 1638) was Duitse protestantse geestelijke.
Hij was professor in de filosofie en theologie in Herborn, in Nassau, en daarna in Weissenburg in Transsylvanië, waar hij tot zijn dood in 1638 bleef. Hij was een vruchtbare schrijver. Met name zijn Encyclopedie (1630) bezorgde hem een hoog aanzien.
- Biblioteca Nacional de España: XX828371
- Bibliothèque nationale de France: cb121989733 (data)
- Biografisch Portaal: 77737714
- Catàleg d'autoritats de noms i títols de Catalunya: 981058527413506706
- Gemeinsame Normdatei: 118644858
- International Standard Name Identifier: 0000 0001 1572 6232
- Library of Congress Control Number: n85029770
- Nationale Bibliotheek van Tsjechië: xx0044570
- Nationale Bibliotheek van Israël: 987007257788205171
- Nederlandse Thesaurus van Auteursnamen: 069885834
- Istituto Centrale per il Catalogo Unico: IEIV010312
- LIBRIS: 209079
- Système universitaire de documentation: 030608546
- Trove: 1076182
- Virtual International Authority File: 64053449
- WorldCat: E39PBJmXP8tQmdPbhY8CcDQrMP